# Accesorio de teléfono móvil
Un accesorio de teléfono móvil es  cualquier hardware o software que no es parte integrante de la operación de un teléfono móvil como fue diseñado por el fabricante.

## Fundas

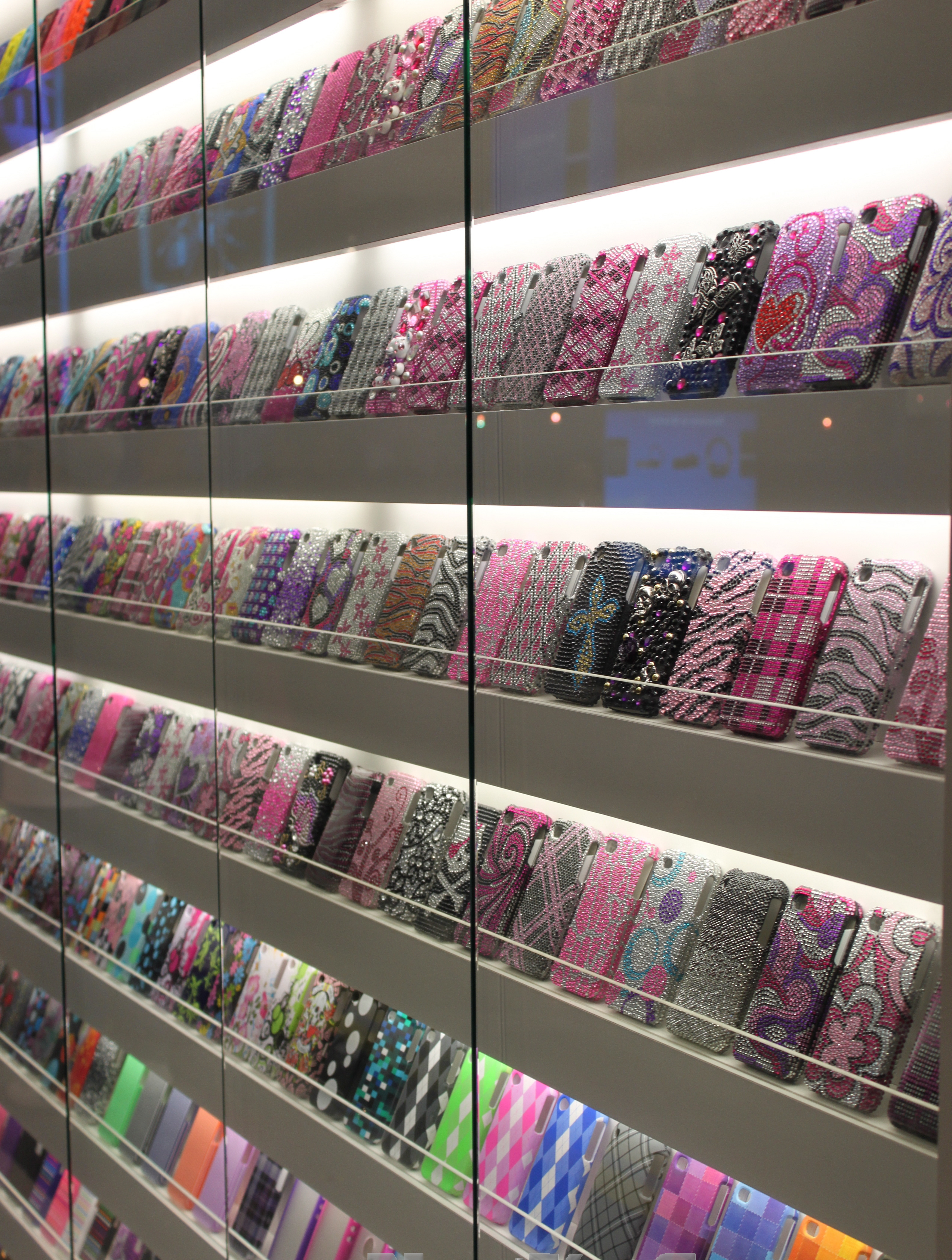
Una imagen de fundas de teléfonos móviles.

Las fundas para celulares se basan en las pulgadas de la pantalla (por ejemplo, 5 pulgadas). 
y también pueden ser muy resistentes a los golpes y muy muy elegantes, en la cual podemos encontrar cualquier tipo como podrían ser de animaciones, dibujos en especial o como podrían ser personalizadas. Las Mejores fundas de hoy en día cada vez vienen más reforzadas.

### Cubierta de diseño
Algunos teléfonos tienen una carcasa o funda que se puede quitar y reemplazar por una cubierta de diseño y / o protección. Hay un botón de liberación de la cubierta, y usted sólo tiene que pulsar el botón y aparece de inmediato. Luego se sustituye por la nueva cubierta. Si su teléfono no tiene una cubierta extraíble, se puede comprar un resbalón o cierre de la cubierta. Este tipo de carcasas y fundas para móviles vienen en cuero, vinilo, silicona o plástico duro.

### Funcionales
Las carcasas funcionales pueden integrar una batería externa, un teclado USB/Bluetooth/WiFi y un touchpad como ratón (de forma similar a Windows Surface o usando un imán para unirse a la funda external).

## Llaveros inalámbricos antipérdida
Los llaveros antipérdida pueden localizar fácilmente el teléfono móvil mediante las características GPS y bluetooth de baja energía del teléfono inteligente. Una vez que el usuario está fuera del alcance, tanto el teléfono como su compañero le alertan. También se puede utilizar para hacer autofotos.

## Almacenamiento masivo
Wi-Fi SD son dispositivos de almacenamiento con Wi-Fi que operan a través de una tarjeta SD insertada en el interior y que en última instancia determina la capacidad de almacenamiento del dispositivo.

## Cargadores y baterías externas

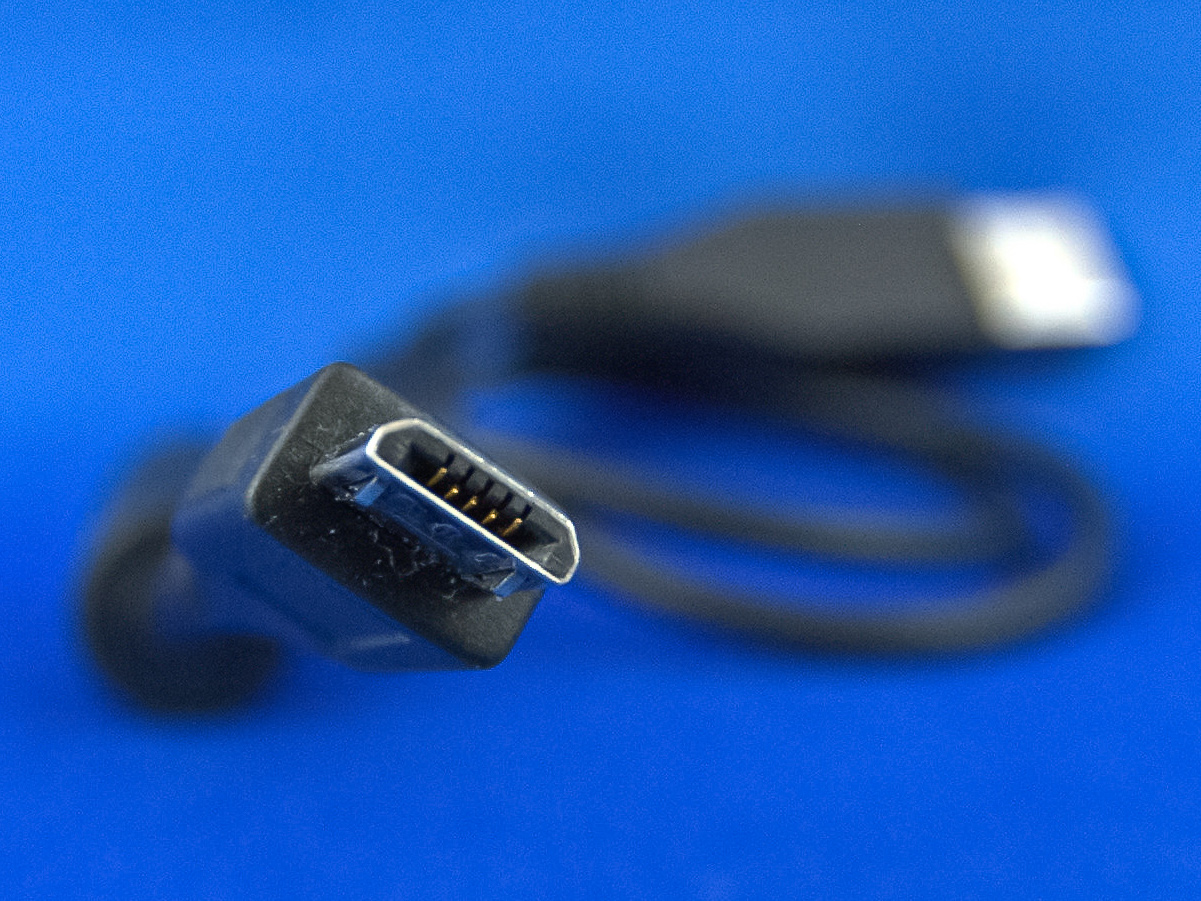
Cable Micro-USB

Los cargadores de teléfonos móviles han pasado por una evolución diversa que incluye cunas, cables enchufables y, finalmente  hoy en día, en la estandarización de los cables micro-USB.
Las baterías externas pueden estar incluidas en la funda (fundas de potencia). 

## Lente inteligente y flash
Las lentes inteligentes (smart lens) son más grandes y capaces que las cámaras de teléfono, con el zum óptico y otras características. Se conectan al teléfono inteligente por Wi-Fi y una aplicación. Son compatibles con la mayoría de los teléfonos inteligentes.
El flash inteligente se puede utilizar también para selfies (autofotos).

## HDMI
Los cables Micro-USB a HDMI se utilizan en teléfonos inteligentes con MHL.